# Zaobal
Zaobal (biał. Заобаль, Zaobal; ros. Заоболь, Zaobol; do 30 lipca 1964: Kabak) – wieś na  Białorusi, w obwodzie witebskim, w rejonie szumilińskim, w sielsowiecie Miszniewicze (z centrum administracyjnym w Miszniewiczach).